# Африканський театр Першої світової війни
Африканський театр Першої світової війни (1914–1918) — геополітичний театр війни на території Африканському континенту та прилеглій акваторії морів, Атлантичного й Індійського океанів, на якому протягом 4 років йшли військові дії за часів Першої світової війни.
Територіально Африканський театр Першої світової війни охоплював гігантську територію Африканського континенту та поділявся на декілька основних театрів, де точилися воєнні дії:
- Південно-Західна Африка
- Тоголенд
- Камерун
- Східна Африка
- Північна Африка.

В основному в бойових діях брали союзні війська колоніальних країн, як то, Британської імперії та її домініонів й колоній, Французької республіки, а також Німецької та Османської імперій з боку Четверного союзу.